# Nonnenkloster Thorn
Das Kloster Thorn war ein Kloster der Zisterzienserinnen und der Benediktinerinnen in Thorn (heute Toruń) im Deutschordensstaat und in Pommerellen vom 13. bis zum 19. Jahrhundert.

## Geschichte
Im Jahre 1263 wurde wahrscheinlich ein Zisterzienserinnenkloster in der Neustadt gegründet, über dessen weitere Entwicklung keine Nachrichten überliefert sind.
Um 1311 wurde (erneut) ein Zisterzienserinnenkloster unter 
Bischof Hermann von Kulm vor den Toren der mittelalterlichen Stadt gegründet. 1341 wurde diesem das Patronat über die Jakobskirche übertragen. 1349 gingen fünf Nonnen in das neue Kloster in Königsberg. 1391 brannte das Kloster nach einem litauischen Überfall nieder. In der Folgezeit wechselte es mehrmals den Standort. Ob es zwei Konvente gab, von denen einer zisterziensisch und der andere benediktinisch war, oder ob es sich nur um wechselnde Zuschreibungen eines Klosters handelte, ist nicht ganz klar.
1579 wurde das Kloster protestantisch (?) 1667 übernahmen die Nonnen die St. Jakobskirche, die bis dahin evangelisch war, und wieder katholisch wurde.
Das Kloster bestand bis 1834. Die letzte Nonne starb im Jahre 1866. 
Die heute noch stehende Jakobskirche ist ein bedeutender Bau der Backsteingotik.